# La Alborada (Metro de Lima y Callao)
La Alborada es la novena estación actualmente en construcción de la línea 2 del Metro de Lima y Callao, en Perú. Será construida de manera subterránea en el distrito de Lima. Se tiene previsto su inauguración general en 2028.
En septiembre de 2024, se informó que las obras civiles de la estación tiene un avance de 91% 

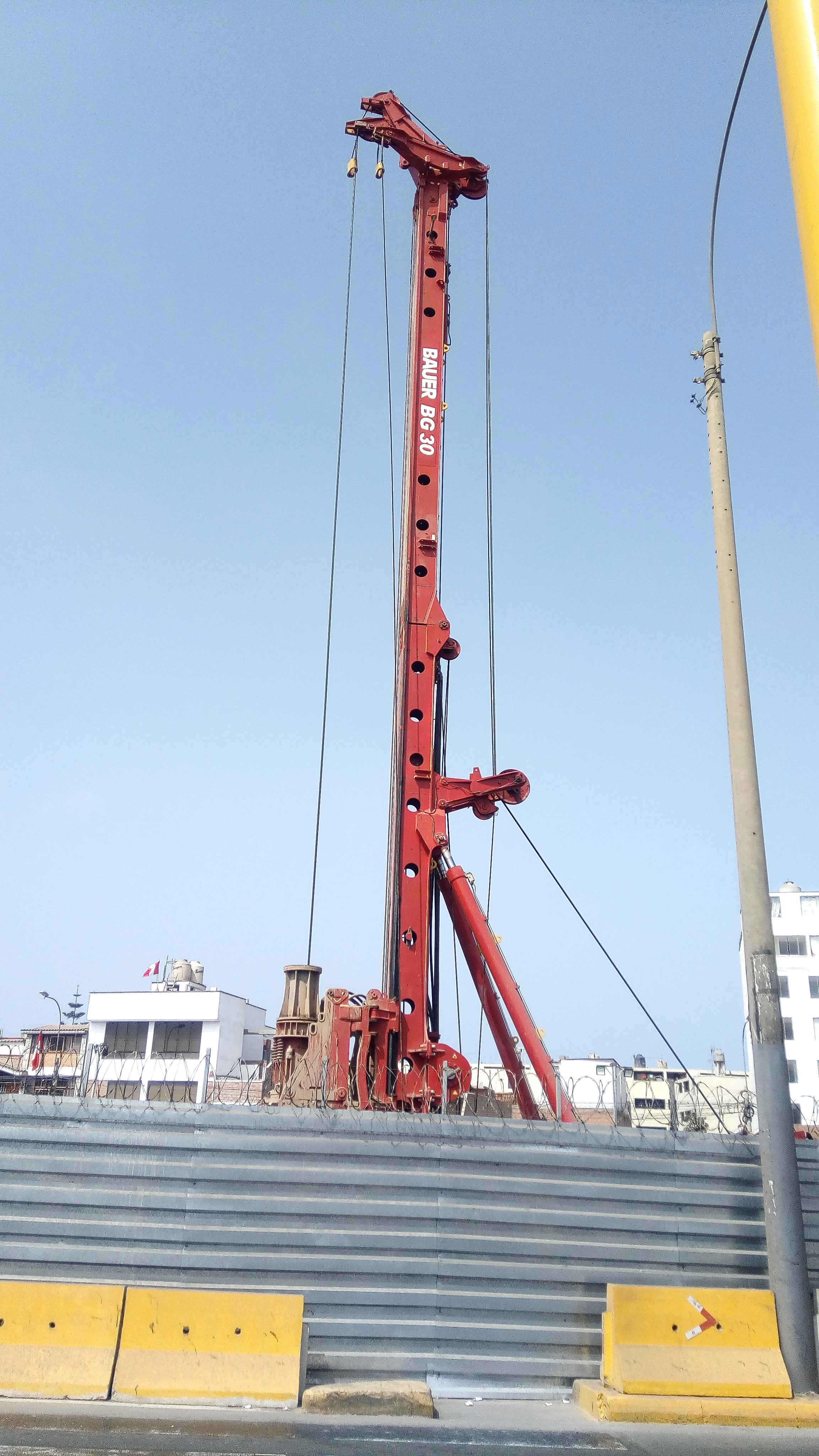
Perforadora Multifunción - BG 30 BT 80 - BAUER, realizando trabajos en la estación La Alborada, en agosto de 2023.

Estará ubicada en la avenida Venezuela entre las avenidas La Alborada y Roberto Thorndike.